# ごきげん!ブランニュ
『ごきげん!ブランニュ』は、朝日放送で2001年4月7日から2016年3月28日まで放送されていたバラエティ番組である。略称は「ごきブラ」。

## 番組概要
開始当初は、少ないとされる大阪の名物を発掘・開発するという企画を中心に放送された。特に、大阪の喫茶店の定番メニューである「ミックスジュース」を企画し、トミーズ雅が「みっくちゅじゅーちゅ」と名付け、赤井英和がラベルのロゴを筆字で書き、CMには月亭八光が出演し、缶入りのソフトドリンクとして、日本サンガリアベバレッジカンパニーから全国発売したことでも有名。2005年、日本食料新聞社主催「優秀ヒット賞」を受賞した。
番組当初の放送開始時刻は土曜日23:00だったが、この時テレビ朝日制作の『SmaSTATION!!』を全国同時ネットとしてスタートさせるために2001年秋から土曜日未明（金曜日深夜）の0:24からに変更。その後、2002年4月から「ナイトinナイト」火曜枠（火曜23:17 - 翌0:17）へ移動している。なお、「ナイトinナイト」枠へ組み込まれたことを機に、スタジオ収録のパートで「出演者がちゃぶ台を囲みつつ、さまざまな企画VTRを見ながら雑談する」という構成が定着。また、エンディングには、視聴者から募集したリクエスト曲を流している。
2007年1月9日放送分からナイトinナイト枠の番組で初めてハイビジョン制作となり、同時に字幕放送実施番組となった（字幕放送は朝日放送のみ実施）。当初はスタジオ部分のみハイビジョンでロケVTRは4:3SD映像での放送であったが、2008年1月からはVTRも一部ハイビジョン映像となり、同年2月にはロケVTRもハイビジョン映像が中心（一部は4:3SD映像）となっている。
基本的には、毎週金曜日お昼または夕方に大阪・ABCセンターAスタジオで収録（2008年4月29日放送の第351回以降は、朝日放送新社屋テレビAスタジオで収録）し、その3週間後に放送。また、「探偵!ナイトスクープ」の収録も同じ金曜日である。 たまに同曜日の夜11時台（この番組の時間）に収録されることもあり、違う意味で生放送（撮って出し）に近い。2008年4月22日放送分で、放送350回目を迎えており、この回は「さよならABC」のサブタイトル通りABCセンターでの最後の収録となった。
2010年には1月12日から放送を始める予定で、番組の公式サイトでもその旨が告知されていた。しかし、当時レギュラーで出演していた黒田有（メッセンジャー）が前年（2009年）末に暴行事件で逮捕されたことを受けて、『ロンブー淳の惚れさせシェフ』の再放送に急遽差し替えられた。朝日放送が2010年3月10日に開いた番組改編会見では、当番組での黒田の扱いを「謹慎処分中で正式には決まっていないが、降板はしていない」と説明されていたが、実際には2012年10月からテレビ番組への出演を再開してからも当番組に復帰しなかった。
2011年10月31日からは、島田紳助の引退により終了となった『クイズ!紳助くん』を放送していたナイトinナイト月曜枠へ移動。翌11月1日から2015年12月22日までは、火曜枠の後番組として、『雨上がりのやまとナゼ?しこ』（雨上がり決死隊の冠番組）を放送した。雨上がりは当時裏番組（フジテレビ制作の全国放送と毎日放送制作の番組）に出演していたため、枠移動となった。
2016年3月28日で、放送を終了した。同年4月11日からは、3月27日まで毎週日曜日の23:15 - 翌0:10に編成されていた『なるみ・岡村の過ぎるTV』の放送枠を、ナイトinナイトの月曜枠に移動させた。制作局・ABCの岡田充編成局長は、同年3月16日の番組改編記者会見で、「（番組開始から）15年の歳月を経る間に、かつてのような番組を作れなくなったことから、『一つの役割は終わった』と判断した。余力のあるうちに終了することを決めた」と説明している。
なお、番組の終了から6年半を経過した2022年9月9日の25:59 - 27:04（10日の1:59 - 3:04）には、朝日放送テレビが『ごきブラ同窓会スペシャル』を関西ローカル向けに放送した。MCの1人であった赤井英和のボクサー時代から芸能界への転身直後までの半生をテーマに、長男（プロボクサーの赤井英五郎）が監督を務めたドキュメンタリー映画『AKAI』の劇場公開初日（9日）に合わせた一夜限りの復活特別番組で、収録には「だるま」（浪速高等学校で赤井の1年後輩に当たる上山勝也が経営権を引き継いだ串カツチェーン店）の動物園前店（大阪市浪速区）を使用。往年の主な「ごきブラメンバー」（赤井と共同でMCを務めていたトミーズ雅、大平サブロー、黒田の相方であるメッセンジャーあいはら、月亭八光、アシスタントを担当していた時期に「おいどん」と呼ばれていた朝日放送テレビアナウンサーの桂紗綾）ばかりか、かつての制作・撮影スタッフが集結したほか、上山や赤井の妻（再婚相手で赤井のマネジャーも務める赤井佳子）も放送に登場した。

## 出演者
特記のない限り、関西ローカルでの放送終了時点で記載。
- MC
  - 赤井英和[9]
  - トミーズ雅
- レギュラー
  - 大平サブロー
  - あいはら雅一（メッセンジャー）
  - 月亭八光（2010年4月以降の紹介テロップでは「月亭サロ光」と表記）
- アシスタント : 大野聡美（ABCアナウンサー）［2014年4月～2016年3月］
  - 過去のアシスタント
    - 赤江珠緒［2002年4月～2003年3月］
    - 高野直子［2003年4月～2005年9月］
    - 小寺右子［2005年10月～2010年3月］
    - 桂紗綾  ［2010年4月～2014年3月］

赤江は、度々ゲストで出演する事もあった。
- ナレーション : 畑中フー
- 準レギュラー（主にロケで登場）
  - 井岡弘樹（元プロボクサー、井岡ボクシングジム会長）
  - 藤井輝雄（しましまんず、元パラ軍団）
  - 林健（ギャロップ）
  - ポッチャルSHINO（月亭八光の妻）
  - 大阪ファットボーイズ
    - 向清太朗（天津）
    - ガリガリガリクソン

  - ごきブラ研究生
    - 武智正剛（スーパーマラドーナ）
    - 岩橋良昌（プラスマイナス）
    - 村越周司

  - NON STYLE （しばらくスタジオゲストとして出演していたが、2014年11月17日放送回で正式に準レギュラーとして紹介された。）
  - FUJIWARA
  - 三代澤康司（ABCアナウンサー、ごきブラ特命係長）
- 過去のレギュラー
  - 黒田有[10]

## 出演者について

### キャッチフレーズ
現在の放送時間に移動した2002年4月より、レギュラー陣にそれぞれキャッチフレーズを付けており、オープニング時に出演者の名前の上に表示されている。

### 現在のメンバー
- 赤井「OPEN The 脳oh Touch the 脳oh」
- 雅「昔のパンチがちょっと効いた」
- サブロー「ガ☆チンコ ぴん・びん」→「つぶあん☆サブちゃん」
- あいはら「といちの男」
- 八光「プリンスでありんす」→「目指せ！100kmマラソン」→再度「プリンスでありんす」へ
- 大野アナ「おまる」→「26点足りない女」→「4点足りてる女」

### 過去のメンバー
- 「マイクを握ってお口で仕事」（赤江アナ）
- 「耳たぶタプタプ」（高野アナ）
- 「「ヌー」と呼んでね」（小寺アナ）
- 「おいどんでごわす」（桂アナ）
- 「アンモニアン」（黒田）

### ニックネーム

#### 出演者
- サブロー：師匠、サブ師
- あいはら：パラ（ちゃん）
- 月亭八光：サロ光
- 小寺右子：ヌー、ヌーやん
- 桂紗綾：おいどん

#### スタッフ等
- 繁澤公：鬼軍曹、名物ディレクター、風俗和尚
- 岡田充：予算のカリスマ、時間のカリスマ
- 樋笠りえ：アマゾネス樋笠
- 瓜生夏美：ナポレオンフィッシュ（自称：アンジェリーナ・ジョリー、エビちゃん）

### "軍団"について
- パラ軍団
  - 軍団長 あいはら
  - メンバー 藤井輝雄（しましまんず）、タンク（シンクタンク）、今別府直之、中立豊、岡友美（青空）
    - 旧パラ軍団 清水キョウイチ郎、藤井輝雄、タンク
    - 新パラ軍団 今別府直之、中立豊、岡友美
    - パラ娘。（解散） 岡友美（青空）、宇都宮まき、ぢゃいこ
    - パラおやじ。 藤井輝雄、タンク
    - 3代目パラソウルブラザーズ（新生パラ軍団） ケン（水玉れっぷう隊）、河野良祐（プリマ旦那）、ナダル（コロコロチキチキペッパーズ）、はまやねん（8.6秒バズーカー）

2006年春に一度メンバー再編のため解散をしていて、その時のメンバーを「旧」、再結成時に新加入したメンバーを「新」と定義しているので、旧軍団で現メンバーである者もいる。

2007年6月5日放送分の『崖っぷちのパラ軍団』ではABCの玄関前で布団の上で立ったまま（途中からあまりにも厳しいので座ってもいい事になる）36時間耐久!にて達成できなかったらその時点で解散をという企画で達成出来なかったので解散に至ったがたっての希望で藤井輝雄、タンクのみ残されてパラ娘。に対抗してパラおやじ。として残す事になる、他のメンバー候補は現在模索中。あいはらは軍団長の立場だが、軍団の人数にはカウントしない。
清水キョウイチ郎はパラ軍団に不満を持ち、解散を機に脱退。
パラ娘。は、2008年5月5日放送分で「四つ葉のクローバーを決められた数つまなければ解散」という企画で摘むクローバーの数はダーツで決めることになった。が、岡が『このまま解散』に矢を当ててしまい本当に解散となってしまった（予定されたロケも中止になった）。
2008年10月7日の放送分の『復活宣言!パラ軍団』では向清太朗（天津）、安田善紀・長田融季（りあるキッズ）、指圧野郎、途中から藤井輝雄が参加し5人で24時間耐久のドミノに挑戦した。今後このメンバーでパラ軍団を編成される可能性もある。
2015年10月5日の放送分の新たにメンバーが招集され『3代目パラソウルブラザーズ（新生パラ軍団）』と題してボウリング企画を行った。
- 黒田、八光も軍団結成を計画中。
  - 黒田軍団候補生（判明分） 下林朋央（ジャンクション）、本坊元児（ソラシド）、林健（ギャロップ）
    - 黒田曰く、黒田軍団候補生は58人ほどいるらしい。

  - 八光はとある企画（後述の「24時間自転車でどこまでいけるか？」）で妻の実家を訪れた際、家族（妻、長女）を「『八光軍団』です」と紹介したことがある。
- 大阪ファットボーイズ 向清太朗（天津）、ガリガリガリクソン

レギュラーの座を狙う二人が過酷な挑戦に挑み、達成出来たら晴れてレギュラー入りが認められるという企画に挑戦も失敗に終わる。
- イケメンボーイズ
- パゲーズ
  - 林健（ギャロップ）、藤井輝雄、八光（候補）
- ビーチボーイズ
  - あいはら、トミーズ健
- ごきブラ研究生
  - 武智正剛（スーパーマラドーナ）、岩橋良昌（プラス・マイナス）、村越周司
- 八おやじ
  - 月亭八光、中川貴志（ランディーズ）、すっちー

## 企画

### 主な企画
- 今夜のごきブラマイレージバンク：オープニングで出演者がクイズやゲームに挑戦し、クリア出来たらマイレージが貰える。2011年3月の放送開始10周年に際し、マイルに応じた楽しいロケが予定される。なおエンディングでは「赤井の500マイル」が存在する。

主なマイレージ数
- 10000マイル：有馬
- 20000マイル：沖縄
- 30000マイル：韓国
- 40000マイル：上海
- 50000マイル：シンガポール
- 70000マイル：ハワイ
- 80000マイル：オーストラリア
- 100000マイル：ラスベガス

- 赤井の環状線ルーレットの旅：赤井が大阪環状線の19駅の中からルーレットで1駅を選び、その駅前を出発点として周辺を自由に散策する。小遣いとして渡される金額は、その年の西暦と同じ数字（2008年は2008円、2009年なら2009円）。たまにこのコーナーのみのスペシャル（スタジオ収録はなし）をすることもあり、その際はトミーズ雅も同行する。2010年9月7日放送分で残っていた桃谷駅周辺を散策し、無事終了した。この後は新たに井岡弘樹の環状線ルーレットの旅がスタート(ロケには八光も帯同)。
- 赤井の近畿全駅制覇の旅：赤井の環状線ルーレットの旅の新シリーズ。前シリーズとは違い関西の全駅が対象で、駅選びはルーレットではなくダーツを投げて選ぶ。小遣いは前シリーズと同様、西暦と同じ数字となる(現在は2014年なので2014円)。ただし時折自腹で支払うことがあり、それをよく出演者に指摘されている。なお、1度赤井が病欠し、夫人の「よしこちゃん」が代打で務めたこともある。

- 創刊!○○ウォーカー：○○の中には地名が入る（主に大阪）。その土地の名物などを紹介する。
- 見せてもらいまショー：マジックなどのパフォーマンスをスタジオで披露するコーナー。このコーナーに出演した小泉エリ&トモの小泉エリは、後述する夏のごきブラカバーガールを務めた。
- 大人の工場見学：あいはらがさまざまな工場の見学に行く。企画の内容が（建前上）教育番組的なので、それを意識してかあいはらは案内役（見学先の企業の社員等）のことを「○○お兄さん」と呼んでいる。
- 黒ちゃん八ちゃん仲良しクラブ：黒田のやりたいことを八光が計画&セッティング、2人で遊ぶ。以下は今までに行われたもの。
  - バス釣り：琵琶湖にブラックバスを釣りに行き、釣った魚を料理する。
  - ラジコン：ラジコンで遊ぶ。黒田の希望していた自動車のもののみならず、ヘリコプターやモーターボートのラジコンの操縦も体験した。
  - 北海道旅行：梅雨のない夏場の北海道に行き（しかし旅行初日は雨天だった）、うまいものを食したり映画のロケ地などを観光した。
  - イカ釣り：大阪湾にイカを釣りに行き、釣れたてをさばいて食す。八光の計画ミス及び釣果の悪さのため、後日若狭湾でリベンジが行われた。
  - 黒田少年の夢：黒田が子供の頃憧れだったことをする企画、西部警察や西遊記のドラマを再現。
- 八光の自由研究：井岡弘樹と八光が様々なものに体を張って挑戦する（実際に体を張っているのはほとんど八光）。
- パラ軍団のド短期バイト：パラ軍団が、バイト代を求めていろいろなことに挑戦する。以下は今までに行われたド短期バイト。
  - 以下の3つのアトラクションに挑戦する。すべて個人戦（互いに競ったりもしない）。ミスが重なってくると、0円にリセットされてしまう。
    - 入るとデリケート部分に激痛が走ると言われる薬草風呂にどれだけ入っていられるか。1秒耐えるごとに10円。
    - どれだけ勇気を持って早くバンジージャンプを飛べるか。10,000円-100円×［飛び込むまでにかかった秒数］。1分40秒でタイムオーバー。
    - トミーズ雅の運転する水上オートバイの後ろにつながれた板にへばりつき（「ビスケット」と呼ばれるスポーツ）、どれだけ転覆せず乗っていられるか。1秒耐えるごとに100円。

  - パラ軍団全員で協力して24時間バスケットボールのフリースローを行う。1ゴールにつき100円。ただし30本連続で外すと、これまでの積立金は没収。賞金は全員（5人）で山分け。
  - パラ軍団のお年玉、パラ軍団全員で協力して24時間テニスのラリーを行う。サーブから一回とし10回目続いた時点で1000円それから1回ずつにつき100円。賞金は山分け。

この企画とは別だが、それまでにも『パラ軍団24時間お年玉ボウリング』のようなパラ軍団による金稼ぎ系の企画があった。ちなみにこのボウリングの企画は、24時間ボウリングをし続け、1点につき1円獲得、最後にジャンプアップチャンスとして［これまでの積立金］×［最後の一投で倒した本数］が最終的な賞金となり、山分けをするというものであった。これには「旧パラ軍団」が挑戦し、なんと1人あたり47,118円（3人で141,354円）を獲得した。
- 夏のごきブラカバーガール：2004年より、夏限定で番組のアシスタント役を務めるカバーガールを選考する。選考方法は写真選考→翌週に最終選考で行われる。

- 2004年：番ことみ（黒田）、山本真由美（あいはら）、山本リエ（赤井）
- 2005年：俣野弥生（サブロー）、三木彩加（八光）、小泉エリ（高野アナ）
- 2006年：庄畑実恵（サブロー）、嵐優子（八光）、神室まいこ（小寺アナ）
- 2007年：佐咲愛（雅）、和泉奈保（サブロー）、奥野麻理（八光）
- （）内は推薦人。
- 2005年は、写真選考で八光は他の女性を推薦していたが、急病により出演キャンセルとなり、後日選考で三木を推薦した
- 2006年は、写真選考で赤井が選んだ女性は急遽出演キャンセルとなり、対象外となった

- 早朝視聴率対決：テレビショッピング後の早朝4:25（放送上深夜28時25分）から10分間自らの番組を放送し、平均視聴率を競う。現在（2006年12月14日時点）3作品（『黒田～』は各々を1作品とし、計2作品とカウント）が放送された。
  - 黒田vs八光視聴率対決…2006年8月～9月間の2週連続に放送。負けたほうは罰ゲーム。結果は八光の勝利。
    - 先攻・八光：『24時間自転車でどこまでいけるか?』…大阪から国道2号を自転車で西に向かってひたすら走り、24時間でどこまで行けるかという企画。到達地は広島県尾道市。視聴率は1.5%。
    - 後攻・黒田：『朝から不幸な生い立ち語ります』…黒田の過去のつらい思い出を10分間しゃべり続けるだけという朝から非常に気が重くなるような企画。視聴率を稼ぐ作戦として画面下に今日の占いのテロップを流した。視聴率は1.3%。

  - 『おはよう赤井です』…赤井が生放送で司会をする情報番組。視聴率は1.4%。
  - あいはらもこの企画に参戦し、テレショップ風な内容で赤井やパラ軍団らによるグッズプレゼントを企画。早朝枠であるが約600通のハガキが来た。1.5%。
  - （あくまで冗談として）八光の妻が10分かけて徐々に乳房を露出させていき、最後に乳首を見せるという企画をやればかなりの視聴率を誇るのではないかという意見が出演者の中にはある。
- 赤井名人の川柳紀行

町を散策しながら赤井が川柳を披露する。桂アナがロケに帯同する。川柳の内容が主に下ネタになることが多い。
- 赤井の朝から飲める店

赤井が若手芸人と朝から飲める店を数店舗周り、飲みながらトークを展開する。
- ○○からのおもたせ
- 並び屋村越
- 突撃!雅の朝ごはん
- 芸人さんの珍宝館
- 住宅の鬼
- アタック25 ごきブラチャンピオン大会

井岡弘樹会長が「自分が賢い所を見せたい」という希望で開催（井岡が西日本ボクシング協会会長就任の際に、司会のトミーズ雅から「アホ」と言われたため）。歴代チャンピオンであるガッツ石松、具志堅用高、内藤大助とともにアタック25形式のクイズで戦った。4人とも爆笑解答の連発でクイズ大会にならず、さらに井岡はまさかの惨敗を喫してしまう。同スタジオを使用し本家の司会者・浦川泰幸アナウンサー、クイズ出題の角野友紀アナウンサーが進行。
- ごきブラ 最後の晩餐

『相棒』のパロディーに扮した「すち下右京事」すっちーと「亀山吉田裕」吉田裕がゲストの人生最後に食べたい究極のグルメを紹介する。
- ラーメン 全国制覇の旅

ガリガリガリクソンが各都道府県のラーメン店を巡る企画。原則1～2日間、5店舗以上を巡る。ラーメンを食べることに比例してサイコロを振り、出た目の数字に書かれているサイドメニューを食べなければならない。
- ノンスタ石田 体張ります!

NON STYLEの石田が体を張って過酷な企画に挑戦する。滝修行や水風呂などを行っていたが、最近では食べ物に関する企画が多い。例として熱々の湯豆腐を早食いすることや世界一臭い缶詰を食べるなどがある。最初は天津の向と対決していたが現在はガリガリガリクソンと対決している。
以上数回にわたりシリーズ化された企画、これら以外にも単発系の企画が多くある。

### ボード
トミーズ雅、赤井の間には、今日やる企画一覧のボードがあり、一覧の横のボタン表示を押すと表示される仕組みになっている。赤井が指示棒で突っついて表示させる。
- 6つの題目が並んでいるが放送されるのは原則上から2～3つ目までである。
- 4～5番目は来週の予告が書かれていることもあるが、基本的に放送されない。
- 6番目の題目は2003年4月から常に「ごきブラ―友の会」となっているが、放送されないので内容は謎に包まれていた。
  - 2006年12月12日の回でついに放送。ここでは、視聴者から寄せられた手紙やメールの中で、妙に気になるものを紹介された。居酒屋で流れていた曲の歌詞の中で赤井のギャグ「逆に」が連呼されていたので気になった、という投稿であった。ちなみにその曲とは石田純一と杉本彩のユニット・純一&彩の「逆にそれって愛かもね」。
- 8つ分の題目が入るスペースがあるが、下2つは表示されない。

## スタッフ

### 現在のスタッフ
- 監修：萩原芳樹、桜井ひろし、大工富明
- 構成：渡邊仁、やまだともカズ
- ブレーン：青木陽幸、翠光、勝浦慎吾、山下貴
- 編成：石田誠（ABC）
- 番組宣伝：田野和彦（ABC）
- 美術ディレクター：口井雅弘（ABC）
- タイトルロゴ：狩集広洋
- デスク：田村圭（ABC）
- AD：重信篤志・神原志門（全員ABC）
- ディレクター：福田篤・土井長慶宗・南雄大（全員ABC）、繁澤公〈通称：鬼軍曹〉（江戸堀本舗）、空口一城（VOX）、日高理恵（フロッグ）
- チーフディレクター：山口正紘（ABC、以前はディレクター→一時離脱→チーフディレクター）
- AP：吉川孝二（VOX）
- プロデューサー：辻史彦（ABC、2010年4月27日 - ）、近藤真広（ABC、2015年6月29日 - 、以前はチーフディレクター）
- 協力：関西東通（初回から2001年11月までは『大阪東通』、2001年12月から2010年1月まで『東通』と表記）、江戸堀本舗、フロッグ
- 制作協力：吉本興業、ヴォックス（『Be-WILD』の統合会社制移行により2008年7月1日放送分から移管）
- 制作著作：朝日放送

### 過去のスタッフ
- プロデューサー : 岡田充（ABC、2004年10月～2006年6月中旬まで）、栗田正和（ABC、2006年下旬～2008年11月25日まで）、森和樹（ABC、2008年12月2日～2010年4月20日、以前は、チーフディレクター）
- チーフディレクター : 伊藤拓哉（ABC）
- ディレクター : 田中和也・矢野政臣・藤井武夫・水田芳裕・樋笠りえ・山田敬文・有村貴紀・山下浩司・丹田佳秀・鈴木洋平・小川鉄平[11]・白石和也（全員ABC）、笹野大司（Be-WILD→VOX）、京師直樹（パワーステーション）
- AP : 笠原啓二（Be-WILD）、浦田みつ（VOX）
- AD : 伊地智厚太・大橋洋平・前田洋・三谷裕子（ABC）、瓜生夏美・秋本健介（Be-WILD）、松村瞳、岸下弥生（江戸堀本舗）
- 構成 : 小堂稔典、藤田雄一
- ブレーン : 米井敬人、福ミミ
- 番組宣伝 : 森本美穂・荒川美幸・羽谷直子・遠山雄大・阪本美鈴・渡邊亜希子（全員ABC）
- 協力 : パワーステーション、エムズプロ

## ネット局
| 放送対象地域   | 放送局              | 系列           | 放送曜日・時間               | 放送開始日   | ネット状況 | 備考       |
| -------------- | ------------------- | -------------- | ---------------------------- | ------------ | ---------- | ---------- |
| 近畿広域圏     | 朝日放送（ABC）     | テレビ朝日系列 | 月曜 23:17 - 翌0:17          | 2001年4月7日 | 【制作局】 | 【制作局】 |
| 香川県・岡山県 | 瀬戸内海放送（KSB） | テレビ朝日系列 | 火曜 0:55 - 1:55（月曜深夜） | 不明         | 遅れネット |            |
| 熊本県         | 熊本朝日放送（KAB） | テレビ朝日系列 | 日曜 15:30 - 16:30           | 2008年       | 遅れネット |            |

### 途中で放送を終了した局
- 静岡朝日テレビ（SATV）：2002年4月 - 2007年3月26日、火曜 1:16 - 2:16（月曜深夜）
- 北陸朝日放送（HAB）：2001年4月 - 2003年3月、日曜日未明（土曜日深夜）
- メ〜テレ（NBN）：2005年10月19日 - 2006年3月22日、木曜 0:48 - 1:48（水曜深夜）
- 大分朝日放送（OAB）：2008年4月6日 - 9月28日、月曜 0:40 - 1:40（日曜深夜）
- 広島ホームテレビ（HOME）：2006年5月23日 - 2009年10月13日、水曜 0:46 - 1:46（火曜深夜）
- 愛媛朝日テレビ（eat）：開始時期不明 - 2010年3月30日、水曜 0:16 - 1:16（火曜深夜）